# Social Justice Warrior
Social Justice Warrior (oft abgekürzt SJW, deutsch Soziale-Gerechtigkeit-Krieger) ist ein abwertender Ausdruck bzw. Schlagwort für Menschen, die für bestimmte sozial progressive Ansichten werben, insbesondere für Feminismus und Antirassismus, deren Handeln als übertrieben oder meinungseinschränkend angesehen wird. Der Begriff in seiner heutigen Bedeutung wurde von der sogenannten Alt-Right geprägt, findet aber auch darüber hinaus Verwendung.

## Begriffsgeschichte
Noch im 20. Jahrhundert wurde der Begriff überwiegend positiv genutzt, etwa seit 2011 ist er jedoch negativ konnotiert. In seiner negativen Konnotation wurde er ursprünglich vor allem von amerikanischen Rechten und der sogenannten Alt-Right verwendet, um Linke und Liberale zu verunglimpfen, wird jedoch zunehmend auch im Mainstream verwendet. Eine größere Bekanntheit im englischsprachigen Raum erlangte der Begriff nach seiner Verwendung im Jahr 2014 in der Gamergate-Kontroverse um Sexismus in Videospielen, woraufhin seine Aufnahme in die US-Online-Ausgabe des Oxford English Dictionarys erfolgte, nicht jedoch in dessen Standardausgabe.

## Verwendungen
Laut einer von mehreren „Definitionen“ aus dem Urban Dictionary, die in einem Artikel der Washington Post zitiert wird, sei Social Justice Warrior eine abschätzige Bezeichnung für jemanden, der „wiederholt und heftig in Diskussionen über soziale Gerechtigkeit im Internet eingreift, oft auf oberflächliche und wenig durchdachte Weise, um die eigene Reputation zu erhöhen.“ Weder glaube ein SJW unbedingt an alles, was er sage, so der Vorwurf, noch interessiere er sich wirklich für Gruppen, für die er kämpfe. Typischerweise profiliere er sich als Vorkämpfer für soziale Wohltaten, für die dann andere zu zahlen hätten, und erteile anderen Denkverbote, während er selbst „SJ-Punkte“ sammle, ohne irgendeine Leistung zu erbringen. Peter Boghossian und James Lindsay charakterisierten in einem Debattenbeitrag im Wall Street Journal die Social Justice Warriors als Verfechter von sozialer Gerechtigkeit, die Anschuldigungen wie eine Mitschuld an White Supremacy oder Misogynie nutzen würden, um sich davor zu schützen, sich unangenehme Fakten oder vernünftige Kritik anzuhören. Die Social Justice Warriors würden nicht „mit“ sondern „an“ ihr Gegenüber reden, welches bloß zuhören und ihnen glauben dürfe, und wahrscheinlich als Rassist oder Sexist beschimpft würde. Dies würde eine Diskussion ins Nichts abdriften lassen.
Im sogenannten Intellectual Dark Web stellt der SJW als „cartoonish figure“ einen Standard-Antagonisten dar. Die Empörung über SJW wird auch als Erklärung für den Erfolg von Joe Rogan oder Jordan Peterson herangezogen, die dem Intellectual Dark Web zugeordnet werden.
Im politisch linken Spektrum wurde der Begriff auch innerhalb des Diskurses um linke Positionen verwendet. Als Social Justice Warrior werden dort Vertreter einer linken Identitätspolitik bezeichnet, die beschuldigt werden, ihre moralische Empörung gegenüber Rassismus, Trans- und Homophobie, Sexismus und Ableismus nur performativ einzusetzen und „authentische linke Politik“, also klassenbasierte und materialistische Analysen, zu vernachlässigen. Auf der anderen Seite wird Linken, die andere als Social Justice Warrior kritisieren, vorgeworfen, die Ansprüche von Minderheiten an sozialer Gerechtigkeit zu ignorieren und sogar teilweise offen dafür zu sein, mit Akteuren vom rechten Rand zu kooperieren, wofür die gemeinsame Verwendung des Terms Social Justice Warrior ein latenter Ausdruck sei.
Ab den frühen 2010er Jahren und angetrieben durch GamerGate entwickelte sich auf YouTube eine Szene von konservativen, libertären und rechtsextremen „Anti-SJW“-Videomachern.

### Ursprung durch GamerGate und Alt-Right
Im Zuge der GamerGate-Kampagne diente der Begriff ähnlich wie „Cultural Marxism“ als Schlagwort, eigentlich antagonistische und zuvor politisch wenig aktive Online-Communities, z. B. auf 4chan zusammenzuschweißen, die vom Medienwissenschaftler Marc Tuter als Vorläufer eines „zeitgenössischen populistisch-reaktionären Moments in der Online-Kultur“ gesehen werden. Die GamerGate-Aktivisten richteten sich ihrem Selbstverständnis nach gegen alle SJWs. Der Begriff entstammte der Ansicht, dass alle, die sich für mehr Diversität in Videospielen einsetzten, als Feinde zu betrachten seien.
Bei Attacken gegen feministische Videospiel- und Filmkritiker – wie etwa bei den Bombendrohungen gegen Anita Sarkeesian während der GamerGate-Kampagne – wurde oft das „Stereotyp des Feminist als unvernünftig, scheinheilig, voreingenommen und selbstverherrlichend“ als „Social Justice Warriors“ kritisiert.
Adrienne L. Massanari und Shira Chess schrieben in einem Essay in „Feminist Media Studies“ über das Akronym als Meme innerhalb der Alt-Right-Community. Als SJW würden in dieser Community vor allem Widersacherinnen dehumanisierend dargestellt. Das Meme werde verwendet, um zu implizieren, die Bezeichneten hätten einen problembehafteten Körper, ein anders funktionierendes Gehirn, das sich von Emotionen statt Logik lenken ließe, und „monströse“ Charakteristika. Das Meme könne potentiell zu Gewalt führen und werde vielfach eliminatorisch verwendet, stelle also die Bezeichneten als zu entfernende Krankheit dar.

## Interpretationen
Sean Phelan sieht in der Figur des SJW ein gemeinsames Feindbild im Sinne eines politischen Antagonisten, das die ideologische Nähe zwischen der extremen Rechten und dem Neoliberalismus erklären könne. Der Begriff sei ein leerer Signifikant, und erlaube es als solcher, Bemühungen um soziale Gerechtigkeit generell abzutun.
In einer Analyse über die GamerGate-Kampagne sehen Michael James Heron et al. die Verwendung des Begriffs als Versuch, Widerspruch zu neutralisieren, indem die Motivation des Gegenübers in Frage gestellt werde.
Katherine Martin, verantwortlich für US-Wörterbücher bei Oxford University Press, zog Parallelen zwischen den Begriffen Social Justice Warrior und politische Korrektheit. Beide würden etwas schlechtmachen, das an sich zunächst unbedenklich oder gut gemeint sei, indem man Unaufrichtigkeit oder zumindest Naivität unterstelle. Insbesondere die wahrgenommene „Rechtgläubigkeit“ progressiver Politik habe eine Gegenreaktion bei Menschen bewirkt, die sich in ihrer Sprache bevormundet fühlten.
Im Jacobin erklärt Jöran Klatt die Verwendung des Ausdrucks Social Justice Warrior gegen Feministen mit der Vernachlässigung der Klassenpolitik. Der Feminismus habe sich mit dem kapitalistischen bzw. neoliberalen System arrangiert, sich von dem einst „sozialistischen Großprojekt“ losgelöst und sich stattdessen auf identitätspolitische Fragen konzentriert. Dadurch sei der Feminismus einerseits anfällig dafür geworden, sich gegen Verteilungskämpfe ausspielen zu lassen und wurde andererseits selbst zur Projektionsfläche gegen ein „tiefsitzendes Gefühl einer »kränkende[n] Enteignung«“ durch einen „progressiven Neoliberalismus“, bei dem Feminismus und Neoliberalismus in einem Bunde gesehen wurden.